# 法定機構
法定機構（英語：statutory body），又稱法定組織，是由法律條文設立的機構，被授權代表相關國家或地區實施法定職能，有時通過授權或委派在其領域制定規則（例如規例或法定條款）。它們通常存在於由英國式議會民主統治的國家或地區，如英國以及澳洲、加拿大、香港、新加坡、印度和新西蘭等英聯邦國家或前殖民地。它們還可以在以色列和其他地方找到。法定機構也可以是以公司形式存續。
值得留意的是法人團體與法定公營機構的定義是有所不同的，法人團體指一些法團地位如公司等組織，以法律途徑組成團體，並非由政府設立並賦予權力和職責的公共組織，因此，法定團體有時與公司混淆。